# Javi Noblejas
Francisco Javier García-Noblejas Hernanz (Madrid, España, 18 de marzo de 1993) es un futbolista español que juega como defensa. En la actualidad es también jugador de golf y empresario. 

## Trayectoria
Formado en las categorías inferiores del Real Madrid C. F., formó parte del Real Madrid Club de Fútbol "C" y del Real Madrid Castilla C. F. entre 2011 y 2015. En ese momentó fichó por el Getafe C. F. "B" y llegó a debutar con el Getafe C. F. en Primera División en un partido frente al Levante U. D. En enero de 2016 el futbolista madrileño llegó al Elche C. F. En marzo de 2017, después de haber sumado nueve encuentros y un gol en Segunda División con el Elche, se convirtió en jugador del Albacete Balompié.
El 1 de septiembre de 2017 firmó un contrato con el Rayo Vallecano de Madrid, que lo cedió inmediatamente al Córdoba C. F. para la temporada 2017-18. Tras rescindir su contrato con el Rayo, fichó por el Real Sporting de Gijón de cara a la campaña 2018-19.
En agosto de 2019 se marchó a los Países Bajos para jugar en el NAC Breda. La experiencia duró un año y medio tras rescindir su contrato en enero de 2021.

## Clubes
| Club                       | País         | Año       |
| -------------------------- | ------------ | --------- |
| Real Madrid C. F. "C"      | España       | 2011-2013 |
| Real Madrid Castilla C. F. | España       | 2013-2015 |
| Getafe C. F. "B"           | España       | 2015-2016 |
| Elche C. F.                | España       | 2016-2017 |
| Albacete Balompié          | España       | 2017      |
| Córdoba C. F.              | España       | 2017-2018 |
| Real Sporting de Gijón     | España       | 2018-2019 |
| NAC Breda                  | Países Bajos | 2019-2021 |